# هيئة البث العامة الأوكرانية
هيئة البث العامة الأوكرانية(بالأوكرانية: Національна суспільна телерадіокомпанія України) (باختصار NSTU) هي هيئة لخدمة البث العامة، والتي تشمل قناتي تلفزيون وطنيين وقنوات الراديو، و 24 فرعا إقليميا، فضلا عن منصات رقمية.

## تاريخ
من عام 1995 حتى اسمها الحالي، تم تسمية أسلاف التلفزيون الحالي باسم شركة التلفزيون الوطنية لأوكرانيا (NTU ؛ الأوكرانية: Національна Телекомпанія України ، Natsionalna Telekompaniia Ukrainy). كانت الإذاعة الأوكرانية هي سلفها الإذاعي وكانت شركة قائمة بذاتها حتى اندمجت مع NTU لتكون أول شركة إذاعية عامة في أوكرانيا.
بدأ البث الإذاعي في أوكرانيا، في ذلك الوقت جزءًا من اتحاد الجمهوريات الاشتراكية السوفياتية، في خاركيف في عام 1924، وبدأت شبكة راديو وطنية في عام 1928. (في السنوات الأولى لاتحاد الجمهوريات الاشتراكية السوفياتية، كانت خاركيف عاصمة أوكرانيا، من ديسمبر 1919 إلى يناير 1934، وبعد ذلك انتقلت العاصمة إلى كييف. في عام 1965، تم إنشاء أول قناة تلفزيونية أوكرانية على مستوى الدولة Ukraiinske Telebachennia أو UT («التلفزيون الأوكراني»). (كانت أوكرانيا جزءًا من الاتحاد السوفيتي من عام 1920 حتى أعلنت استقلالها في 24 أغسطس 1991.)
تم تغيير علامتها التجارية إلى Suspilne (الأوكرانية: Суспільне ، بالحروف اللاتينية: Suspilne) في 5 ديسمبر 2019، مع تقديم هوية العلامة التجارية الجديدة في 23 مايو 2022

## القنوات التليفزيونية

### القنوات الوطنية
|                         | قناة                               | وصف | تنسيق الصورة | انطلقت        |
| ----------------------- | ---------------------------------- | --- | ------------ | ------------- |
|                         | القناة الأولى (Перший)             | القناة التلفزيونية الأوكرانية الوحيدة التي تغطي أكثر من 97٪ من أراضي أوكرانيا. برامجها موجهة نحو جميع مستويات المجتمع الأوكراني والأقليات القومية. من بين الاتجاهات ذات الأولوية للشبكة المعلومات والعلوم الشعبية والثقافة والترفيه والرياضة. | 16:9 SDTV    | 6 نوفمبر 1951 |
| Suspilne Kultura (2022) | ثقافة المجتمع (Суспільне Культура) | هي القناة الثانية في أوكرانيا وتهتم بالفنون والثقافة | 16:9 SDTV    | 1 يناير 2002  |

### القنوات المحلية
- Suspilne Crimea (جمهورية القرم ذاتية الحكم)
- Suspilne Cherkasy (سابقا Ros) (تشيركاسي أوبلاست)
- Suspilne Chernihiv (سابقا Siver) (تشرنيهيف أوبلاست)
- Suspilne Chernivtsi (سابقا Bukovyna) (تشيرنيفتسي أوبلاست)
- Suspilne Donbas (سابقا DoTB في دونيتسك و LOT في لوهناسك) (دونيتسك ولوهانسك أوبلاست)
- Suspilne Dnipro (سابقا 51)(دنيبروبتروفسك أوبلاست)
- Suspilne Ivano-Frankivsk (سابقا Karpaty) (إيفانو فرانكيفسك أوبلاست)
- Suspilne Kharkiv (سابقا OTB) (خاركيف أوبلاست)
- Suspilne Kherson (سابقا Skifiya)(خيرسون أوبلاست)
- Suspilne Khmelnytskyi (سابقا Podillya-Centr) (خملنيتسكي أوبلاست )
- Suspilne Kyiv (سابقا Centralnyi Kanal) (كييف وكييف أوبلاست)
- Suspilne Kropyvnytskyi (سابقا Kirovohrad) (كيروفوغراد أوبلاست)
- Suspilne Lviv (سابقا TRC Lviv) (لفيف أوبلاست)
- Suspilne Mykolaiv (سابقا Mykolaiv) (ميكولايف أوبلاست)
- Suspilne Odesa (سابقا ODT) (أوديسا أوبلاست)
- Suspilne Poltava (سابقا Ltava) (بولتافا أوبلاست)
- Suspilne Rivne (سابقا RTB) (ريفنا أوبلاست)
- Suspilne Sumy (سومي أوبلاست)
- Suspilne Ternopil (سابقا TTB) (تيرنوبل أوبلاست)
- Suspilne Vinntysa (سابقا Vintera) (فينيتسا أوبلاست)
- Suspilne Lutsk (سابقا Nova Volyn) (فولين أوبلاست)
- Suspilne Uzhhorod (سابقا Tysa-1) (زاكارباتيا أوبلاست)
- Suspilne Zaporizhzhia (سابقا Zaporizhzhia) (زاباروجيا أوبلاست)
- Suspilne Zhytomyr (سابقا Zhytomyr) (زيتومير أوبلاست)

## محطات الإذاعة
- الراديو الأوكراني (UR-1) - القناة الأولى للإذاعة الأوكرانية العامة. أشهر محطة إذاعية إخبارية وحوارية في أوكرانيا. كما أنها أكبر شبكة راديو FM في البلاد: 192 مستوطنة في 24 منطقة.
- راديو برومين (UR-2) - القناة الثانية للإذاعة الأوكرانية العامة. محطة راديو الموسيقى والحديث.
- راديو الثقافة (UR-3) - القناة الثالثة للإذاعة الأوكرانية العامة. إذاعة ثقافية وتعليمية.
- راديو أوكرانيا الدولي (RUI) -خدمة دولية باللغات الروسية والرومانية والإنجليزية والأوكرانية والألمانية.